# Рункель
Рункель (нем. Runkel) — город в Германии, в земле Гессен. Подчинён административному округу Гиссен. Входит в состав района Лимбург-Вайльбург. Население составляет 9522 человека (на 31 декабря 2010 года). Занимает площадь 43,69 км². Официальный код — 06 5 33 013.

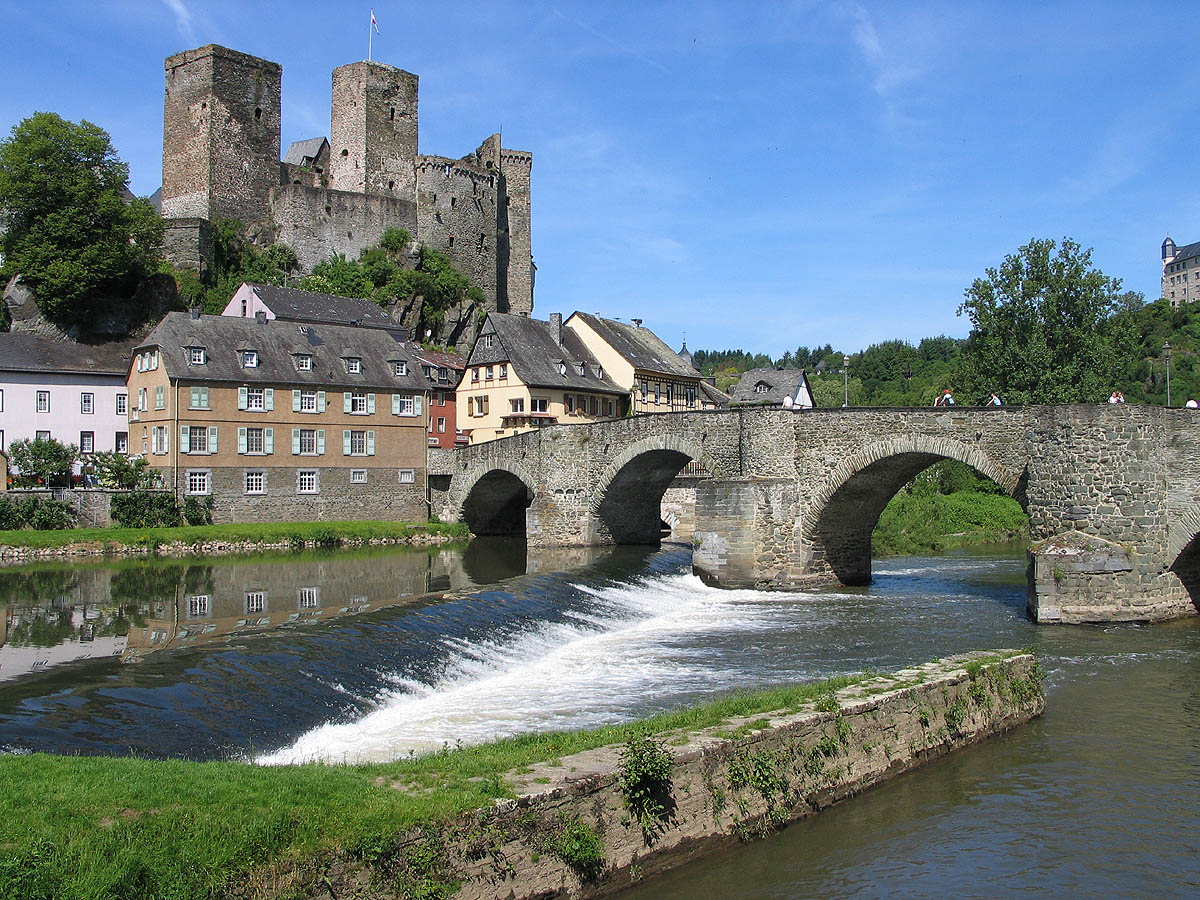
Рункель

Испокон веков Рункель служил престольным градом одной из ветвей феодального рода Видов. Во время Тридцатилетней войны в 1634 году город и крепость были разрушены войсками графа Изолани.

## Достопримечательности
- Замок Дерн
- Замок Рункель